# Isetemkheb C
Isetemkheb o Isetemkheb C va ser una princesa egípcia de la dinastia XXI. Era l'esposa del Summe sacerdot d'Amon Menkheperre, que era el màxim governant de tot l'Alt Egipte en aquell moment.
Isetemkheb C era filla del faraó Psusennes I i de la reina Wiai. Era la germanastra del príncep hereu Ankhefenmut i del faraó Amenemope..
Es va casar amb el Summe sacerdot Menkheperre, que era oncle seu; és l'única dona coneguda de Menkheperre. Isetemkheb C era la mare d'Esmendes II, que va succeir al seu pare com a Summe sacerdot d'Amon, i de Pinedjem II, que va succeir al seu germà Esmendes en el càrrec de Summe sacerdot. Henuttaui C i Isetemkheb D, les esposes principals d'Esmendes i Pinedjem, també es creu que són filles d'Isetemkheb C.
Com a filla del rei i consort d'un gran sacerdot, Isetemkheb C probablement va rebre els títols de "Filla del Rei" i "Esposa principal de l'harem d'Amon".